# روبرت روزنتال (محامي)
روبرت روزنتال (بالإنجليزية: Robert Rosenthal)‏ هو مدع ومحامي أمريكي، ولد في 11 يونيو 1917 في بروكلين في الولايات المتحدة، وتوفي في 20 أبريل 2007 في وايت بلينس في الولايات المتحدة بسبب ورم نخاعي متعدد.